# Paso de Cortés
Der Paso de Cortés, auch Paso de Cortez, ist ein ca. 3600 m hoher Gebirgspass in Mexiko, der früher die Millionenstädte Mexiko-Stadt und Puebla über die Städte Amecameca und Cholula verbunden hat. Heute sind die östlichen Teile der Straße in schlechtem Zustand und eigentlich nur noch mit robusten Geländefahrzeugen befahrbar.

## Lage
Der Paso de Cortés liegt im Nationalpark Iztaccíhuatl-Popocatépetl zwischen den beiden Vulkanen Popocatépetl im Süden und Iztaccíhuatl im Norden.

## Geschichte
Am 3. November 1519 überquerte Hernán Cortés nach dem Massaker von Cholula den Pass, um so in das Tal von Mexiko und nach Tenochtitlán vorzurücken, wo er auf Moctezuma II., den damaligen Herrscher der Azteken, treffen wollte. Im Lauf der Überquerung des Passes sollen einige Männer seines von Tlaxcalteken begleiteten Trupps bis in den Krater des Popocatépetl geklettert sein und von dort Schwefelstücke mitgebracht haben, die für die Herstellung von Schießpulver benötigt wurden.

## Aktivitäten
In der Umgebung der Passhöhe gibt es Wandermöglichkeiten sowie mehrere Ferienhäuser. Die Höhenlage ist für Mexikaner in der Regel kein Problem; für viele Touristen ist sie jedoch mit gesundheitlichen Problemen (Kopfschmerzen, Übelkeit etc.) verbunden.